# Nintendo Vs. Series

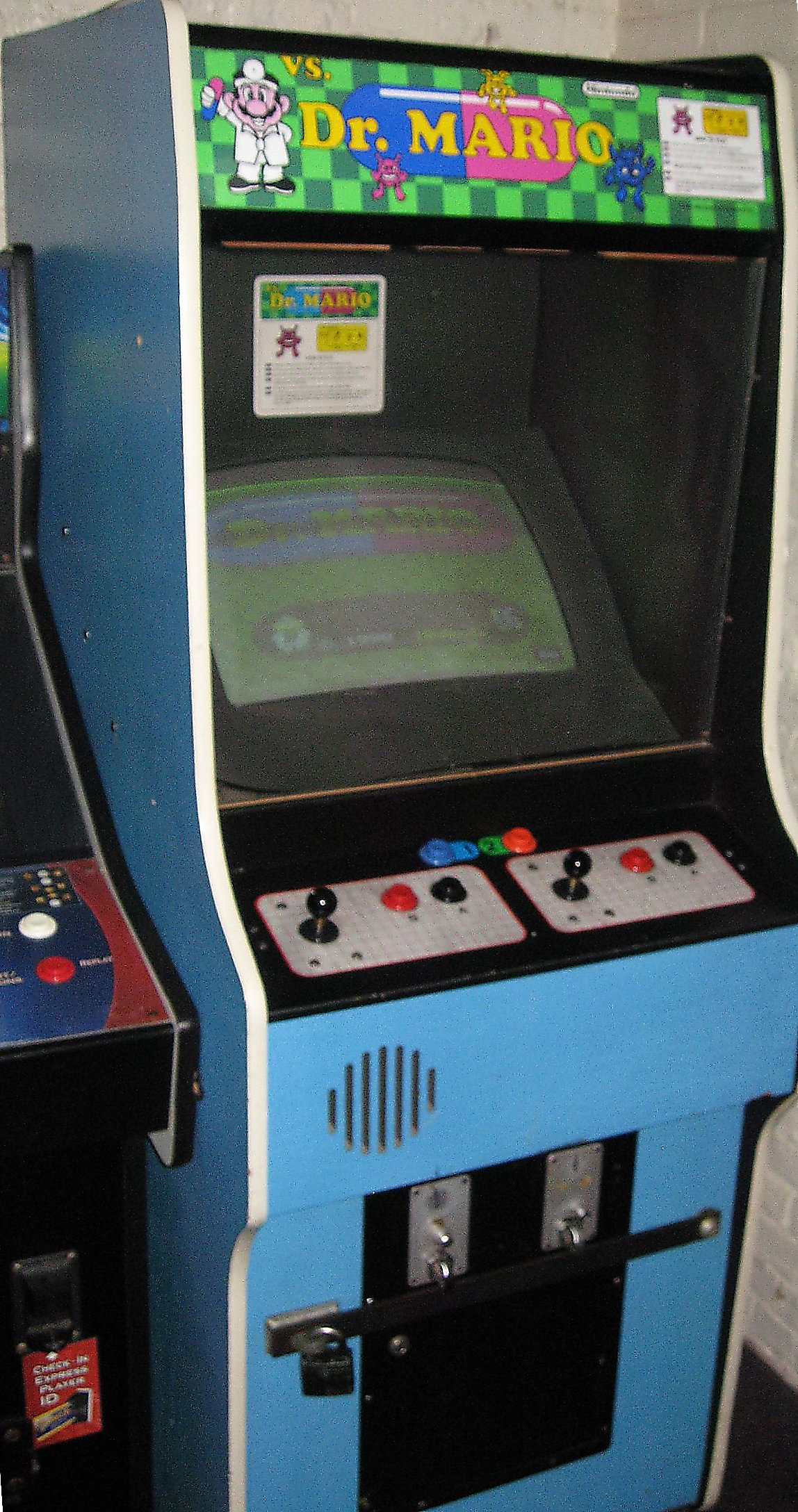
Vs. Dr. Mario.

Nintendo Vs. Series var en serie arkadspel som Nintendo lanserade i slutet av 1980-talet. Systemen som användes var "VS. UniSystem" och "VS. DualSystem", och spelen var arkadversioner av spel till Nintendo Entertainment System.

## Lista över spel till Nintendo Vs. Series

### Nintendo
Vissa uppgifter om utgivningsdatum sammanställdes från arkadflygblad.
- VS. Balloon Fight (endast Japan: 3 oktober 1984)
- VS. Baseball (Japan: mars 1984; Nordamerika: juli 1984)
- VS. Clu Clu Land (endast Japan: 5 december 1984)
- VS. Dr. Mario
- VS. Duck Hunt (Nordamerika: maj 1985)
- VS. Excitebike (Japan: 5 december 1984; Nordamerika: februari 1985)
- VS. Football (Ej utgiven)
- VS. Gumshoe
- VS. Head to Head Baseball (Ej utgiven)
- VS. Helifighter (Ej utgiven)
- VS. Hogan's Alley (Nordamerika: maj 1985)
- VS. Ice Climber (Japan: 1 februari 1985; Nordamerika: mars 1985)
- VS. Mach Rider (Nordamerika: november 1985)
- VS. Mahjong (endast Japan: februari 1984)
- VS. Motocross (Ej utgiven)
- VS. Nintendo 500 (Ej utgiven)
- VS. Pinball (Japan: 26 juli 1984; Nordamerika: oktober 1984)
- VS. Slalom (Utvecklad av Rare Ltd.)
- VS. Soccer (Nordamerika: november 1985)
- VS. Stroke and Match Golf (släppt i "Men's" och "Lady's" versioner) (Japan: 26 juli 1984 / Båda versionerna Nordamerika: oktober 1984 / Men's version; december 1984 / Lady version)
- VS. Super Mario Bros.
- VS. Tennis (Japan: februari 1984; Nordamerika: mars 1984)
- VS. Urban Champion
- VS. Volleyball
- VS. Wrecking Crew (endast Japan: 26 juli 1984)

### Namco
- VS. Atari R.B.I. Baseball (1987 and 1988 versions)
- VS. Battle City
- VS. Family Boxing
- VS. Family Tennis
- VS. Kung Fu Heroes
- VS. The Quest of Ki
- VS. Super Sky Kid
- VS. Star Luster
- VS. Super Chinese
- VS. Super Xevious: GAMP no Nazo
- VS. T.K.O. Boxing
- VS. Tower of Babel
- VS. Valkyrie no Bōken: Toki no Kagi Densetsu

### Jaleco
- VS. Ninja JaJaMaru-kun

### Tecmo
- VS. Mighty Bomb Jack

### Konami
- VS. Castlevania
- VS. The Goonies
- VS. Gradius
- VS. Top Gun

### Capcom
- VS. Trojan

### Sunsoft
- VS. Blaster Master / Lionex (prototyp)
- VS. Freedom Force
- VS. Platoon
- VS. Tōkaidō Gojūsan-tsugi (prototyp)
- VS. The Wing of Madoola (prototyp)

### Hudson Soft
- VS. Raid on Bungeling Bay

### Tengen
- VS. Tetris